# Erdélyi fejedelmek házastársainak listája

Az Erdélyi Fejedelemség címere

Az erdélyi fejedelmek házastársainak listáját tartalmazza az alábbi táblázat 1576-tól (1765-től nagyfejedelemasszony) 1867-ig.

## Uralkodóházak

### Báthory-ház, 1576–1598
|                                                                                           |                                                                                           | Jagelló Anna fejedelemné                                                                  | I. Zsigmond lengyel király (Jagelló-ház)                                                  | 1523. október 18.                                                                         | 1576. május 1., Krakkó                                                                    | 1576. május 1., Krakkó                                                                    | 1586. december 12. férje halála                                                           | 1596. szeptember 9.                                                                       | nem születtek                                                                             | Báthory István   |                  |                  |                  |                  |                  |                  |                  |                  |                  |
| Uralma kezdetén még nem volt nős, ezen időszak alatt alatt nem volt fejedelemné 1586–1595 | Uralma kezdetén még nem volt nős, ezen időszak alatt alatt nem volt fejedelemné 1586–1595 | Uralma kezdetén még nem volt nős, ezen időszak alatt alatt nem volt fejedelemné 1586–1595 | Uralma kezdetén még nem volt nős, ezen időszak alatt alatt nem volt fejedelemné 1586–1595 | Uralma kezdetén még nem volt nős, ezen időszak alatt alatt nem volt fejedelemné 1586–1595 | Uralma kezdetén még nem volt nős, ezen időszak alatt alatt nem volt fejedelemné 1586–1595 | Uralma kezdetén még nem volt nős, ezen időszak alatt alatt nem volt fejedelemné 1586–1595 | Uralma kezdetén még nem volt nős, ezen időszak alatt alatt nem volt fejedelemné 1586–1595 | Uralma kezdetén még nem volt nős, ezen időszak alatt alatt nem volt fejedelemné 1586–1595 | Uralma kezdetén még nem volt nős, ezen időszak alatt alatt nem volt fejedelemné 1586–1595 | Báthory Zsigmond | Báthory Zsigmond | Báthory Zsigmond | Báthory Zsigmond | Báthory Zsigmond | Báthory Zsigmond | Báthory Zsigmond | Báthory Zsigmond | Báthory Zsigmond | Báthory Zsigmond |
|                                                                                           |                                                                                           | Habsburg Mária Krisztierna fejedelemné                                                    | II. Károly osztrák főherceg (Habsburg-ház)                                                | 1574. november 10.                                                                        | 1595. augusztus 6., Gyulafehérvár                                                         | 1595. augusztus 6., Gyulafehérvár                                                         | 1598. március 23. férje lemondása                                                         | 1621. április 6.                                                                          | nem születtek                                                                             | Báthory Zsigmond | Báthory Zsigmond | Báthory Zsigmond | Báthory Zsigmond | Báthory Zsigmond | Báthory Zsigmond | Báthory Zsigmond | Báthory Zsigmond | Báthory Zsigmond | Báthory Zsigmond |
| Képe                                                                                      | Címere                                                                                    | Neve                                                                                      | Apja                                                                                      | Születése                                                                                 | Házassága                                                                                 | Fejedelmi hitvessé válása                                                                 | Fejedelmi hitvesi terminus vége                                                           | Halála                                                                                    | Gyermekei                                                                                 | Házastársa       |                  |                  |                  |                  |                  |                  |                  |                  |                  |

### Habsburg-ház, 1598–1598
| Képe | Címere | Neve | Apja | Születése | Házassága | Fejedelmi hitvessé válása | Fejedelmi hitvesi terminus vége | Halála | Házastársa |
| --- | --- | --- | --- | --- | --- | --- | --- | --- | ---------- |
| Báthory Zsigmond lemondása után I. Rudolf vette át Erdélyben az uralmat, és először helytartójának az elsőfokú unokatestvérét, elődjének a feleségét, Habsburg Mária Krisztierna fejedelemasszonyt nevezte ki, aki már férje helyett is uralkodott két ízben. Rudolf nem nősült meg, uralkodása alatt nem volt fejedelemné 1598. április 18. – 1598. augusztus. | Báthory Zsigmond lemondása után I. Rudolf vette át Erdélyben az uralmat, és először helytartójának az elsőfokú unokatestvérét, elődjének a feleségét, Habsburg Mária Krisztierna fejedelemasszonyt nevezte ki, aki már férje helyett is uralkodott két ízben. Rudolf nem nősült meg, uralkodása alatt nem volt fejedelemné 1598. április 18. – 1598. augusztus. | Báthory Zsigmond lemondása után I. Rudolf vette át Erdélyben az uralmat, és először helytartójának az elsőfokú unokatestvérét, elődjének a feleségét, Habsburg Mária Krisztierna fejedelemasszonyt nevezte ki, aki már férje helyett is uralkodott két ízben. Rudolf nem nősült meg, uralkodása alatt nem volt fejedelemné 1598. április 18. – 1598. augusztus. | Báthory Zsigmond lemondása után I. Rudolf vette át Erdélyben az uralmat, és először helytartójának az elsőfokú unokatestvérét, elődjének a feleségét, Habsburg Mária Krisztierna fejedelemasszonyt nevezte ki, aki már férje helyett is uralkodott két ízben. Rudolf nem nősült meg, uralkodása alatt nem volt fejedelemné 1598. április 18. – 1598. augusztus. | Báthory Zsigmond lemondása után I. Rudolf vette át Erdélyben az uralmat, és először helytartójának az elsőfokú unokatestvérét, elődjének a feleségét, Habsburg Mária Krisztierna fejedelemasszonyt nevezte ki, aki már férje helyett is uralkodott két ízben. Rudolf nem nősült meg, uralkodása alatt nem volt fejedelemné 1598. április 18. – 1598. augusztus. | Báthory Zsigmond lemondása után I. Rudolf vette át Erdélyben az uralmat, és először helytartójának az elsőfokú unokatestvérét, elődjének a feleségét, Habsburg Mária Krisztierna fejedelemasszonyt nevezte ki, aki már férje helyett is uralkodott két ízben. Rudolf nem nősült meg, uralkodása alatt nem volt fejedelemné 1598. április 18. – 1598. augusztus. | Báthory Zsigmond lemondása után I. Rudolf vette át Erdélyben az uralmat, és először helytartójának az elsőfokú unokatestvérét, elődjének a feleségét, Habsburg Mária Krisztierna fejedelemasszonyt nevezte ki, aki már férje helyett is uralkodott két ízben. Rudolf nem nősült meg, uralkodása alatt nem volt fejedelemné 1598. április 18. – 1598. augusztus. | Báthory Zsigmond lemondása után I. Rudolf vette át Erdélyben az uralmat, és először helytartójának az elsőfokú unokatestvérét, elődjének a feleségét, Habsburg Mária Krisztierna fejedelemasszonyt nevezte ki, aki már férje helyett is uralkodott két ízben. Rudolf nem nősült meg, uralkodása alatt nem volt fejedelemné 1598. április 18. – 1598. augusztus. | Báthory Zsigmond lemondása után I. Rudolf vette át Erdélyben az uralmat, és először helytartójának az elsőfokú unokatestvérét, elődjének a feleségét, Habsburg Mária Krisztierna fejedelemasszonyt nevezte ki, aki már férje helyett is uralkodott két ízben. Rudolf nem nősült meg, uralkodása alatt nem volt fejedelemné 1598. április 18. – 1598. augusztus. | I. Rudolf  |
| Képe | Címere | Neve | Apja | Születése | Házassága | Fejedelmi hitvessé válása | Fejedelmi hitvesi terminus vége | Halála | Házastársa |

### Báthory-ház, 1598–1599
| Képe | Címere | Neve | Apja | Születése | Házassága | Fejedelmi hitvessé válása                                                                                        | Fejedelmi hitvesi terminus vége                                                                                  | Halála | Gyermekei | Házastársa       |
| --- | --- | --- | --- | --- | --- | --- | --- | --- | --- | ---------------- |
| | | Habsburg Mária Krisztierna újra fejedelemné                                                                      | II. Károly osztrák főherceg (Habsburg-ház)                                                                       | 1574. november 10.                                                                                               | 1595. augusztus 6., Gyulafehérvár                                                                                | 1598. augusztus 22. férje újbóli trónra lépte                                                                    | 1599. március 21. férje lemond az unokaöccse javára                                                              | 1621. április 6.                                                                                                 | nem születtek | Báthory Zsigmond |
| Katolikus egyházfőként nem nősült meg, uralkodása alatt nem volt fejedelemné 1599. március 29.–1599. október 31. | Katolikus egyházfőként nem nősült meg, uralkodása alatt nem volt fejedelemné 1599. március 29.–1599. október 31. | Katolikus egyházfőként nem nősült meg, uralkodása alatt nem volt fejedelemné 1599. március 29.–1599. október 31. | Katolikus egyházfőként nem nősült meg, uralkodása alatt nem volt fejedelemné 1599. március 29.–1599. október 31. | Katolikus egyházfőként nem nősült meg, uralkodása alatt nem volt fejedelemné 1599. március 29.–1599. október 31. | Katolikus egyházfőként nem nősült meg, uralkodása alatt nem volt fejedelemné 1599. március 29.–1599. október 31. | Katolikus egyházfőként nem nősült meg, uralkodása alatt nem volt fejedelemné 1599. március 29.–1599. október 31. | Katolikus egyházfőként nem nősült meg, uralkodása alatt nem volt fejedelemné 1599. március 29.–1599. október 31. | Katolikus egyházfőként nem nősült meg, uralkodása alatt nem volt fejedelemné 1599. március 29.–1599. október 31. | Katolikus egyházfőként nem nősült meg, uralkodása alatt nem volt fejedelemné 1599. március 29.–1599. október 31. | Báthory András   |
| Képe | Címere | Neve | Apja | Születése | Házassága | Fejedelmi hitvessé válása                                                                                        | Fejedelmi hitvesi terminus vége                                                                                  | Halála | Gyermekei | Házastársa       |

### Baszarab-ház, 1599–1600
| Képe | Címere | Neve               | Apja             | Születése | Házassága | Fejedelmi hitvessé válása                           | Fejedelmi hitvesi terminus vége     | Halála | Házastársa   |
| ---- | ------ | ------------------ | ---------------- | --------- | --------- | --------------------------------------------------- | ----------------------------------- | ------ | ------------ |
|      |        | Stanca fejedelemné | Dimitru Izverani | ?         | 1584      | 1599. november 20./26. férje fejedelemmé választása | 1600. október 5. férje trónfosztása | 1603   | Vitéz Mihály |
| Képe | Címere | Neve               | Apja             | Születése | Házassága | Fejedelmi hitvessé válása                           | Fejedelmi hitvesi terminus vége     | Halála | Házastársa   |

### Habsburg-ház, 1600–1601
| Képe | Címere | Neve | Apja | Születése | Házassága | Fejedelmi hitvessé válása | Fejedelmi hitvesi terminus vége | Halála | Házastársa |
| --- | --- | --- | --- | --- | --- | --- | --- | --- | ---------- |
| Vitéz Mihály trónfosztása után I. Rudolf vette át Erdélyben újból az uralmat, és helytartójának Giorgio Basta generálist nevezte ki. Rudolf nem nősült meg, uralkodása alatt nem volt fejedelemné 1600 – 1601 | Vitéz Mihály trónfosztása után I. Rudolf vette át Erdélyben újból az uralmat, és helytartójának Giorgio Basta generálist nevezte ki. Rudolf nem nősült meg, uralkodása alatt nem volt fejedelemné 1600 – 1601 | Vitéz Mihály trónfosztása után I. Rudolf vette át Erdélyben újból az uralmat, és helytartójának Giorgio Basta generálist nevezte ki. Rudolf nem nősült meg, uralkodása alatt nem volt fejedelemné 1600 – 1601 | Vitéz Mihály trónfosztása után I. Rudolf vette át Erdélyben újból az uralmat, és helytartójának Giorgio Basta generálist nevezte ki. Rudolf nem nősült meg, uralkodása alatt nem volt fejedelemné 1600 – 1601 | Vitéz Mihály trónfosztása után I. Rudolf vette át Erdélyben újból az uralmat, és helytartójának Giorgio Basta generálist nevezte ki. Rudolf nem nősült meg, uralkodása alatt nem volt fejedelemné 1600 – 1601 | Vitéz Mihály trónfosztása után I. Rudolf vette át Erdélyben újból az uralmat, és helytartójának Giorgio Basta generálist nevezte ki. Rudolf nem nősült meg, uralkodása alatt nem volt fejedelemné 1600 – 1601 | Vitéz Mihály trónfosztása után I. Rudolf vette át Erdélyben újból az uralmat, és helytartójának Giorgio Basta generálist nevezte ki. Rudolf nem nősült meg, uralkodása alatt nem volt fejedelemné 1600 – 1601 | Vitéz Mihály trónfosztása után I. Rudolf vette át Erdélyben újból az uralmat, és helytartójának Giorgio Basta generálist nevezte ki. Rudolf nem nősült meg, uralkodása alatt nem volt fejedelemné 1600 – 1601 | Vitéz Mihály trónfosztása után I. Rudolf vette át Erdélyben újból az uralmat, és helytartójának Giorgio Basta generálist nevezte ki. Rudolf nem nősült meg, uralkodása alatt nem volt fejedelemné 1600 – 1601 | I. Rudolf  |
| Képe | Címere | Neve | Apja | Születése | Házassága | Fejedelmi hitvessé válása | Fejedelmi hitvesi terminus vége | Halála | Házastársa |

### Báthory-ház, 1601–1602
| Képe | Címere | Neve | Apja | Születése | Házassága | Fejedelmi hitvessé válása                                                                                        | Fejedelmi hitvesi terminus vége                                                                                  | Halála | Házastársa       |
| --- | --- | --- | --- | --- | --- | --- | --- | --- | ---------------- |
| Válása után nem nősült meg újra, újabb uralkodása alatt nem volt fejedelemné 1601. április 3. – 1602. június 29. | Válása után nem nősült meg újra, újabb uralkodása alatt nem volt fejedelemné 1601. április 3. – 1602. június 29. | Válása után nem nősült meg újra, újabb uralkodása alatt nem volt fejedelemné 1601. április 3. – 1602. június 29. | Válása után nem nősült meg újra, újabb uralkodása alatt nem volt fejedelemné 1601. április 3. – 1602. június 29. | Válása után nem nősült meg újra, újabb uralkodása alatt nem volt fejedelemné 1601. április 3. – 1602. június 29. | Válása után nem nősült meg újra, újabb uralkodása alatt nem volt fejedelemné 1601. április 3. – 1602. június 29. | Válása után nem nősült meg újra, újabb uralkodása alatt nem volt fejedelemné 1601. április 3. – 1602. június 29. | Válása után nem nősült meg újra, újabb uralkodása alatt nem volt fejedelemné 1601. április 3. – 1602. június 29. | Válása után nem nősült meg újra, újabb uralkodása alatt nem volt fejedelemné 1601. április 3. – 1602. június 29. | Báthory Zsigmond |
| Képe | Címere | Neve | Apja | Születése | Házassága | Fejedelmi hitvessé válása                                                                                        | Fejedelmi hitvesi terminus vége                                                                                  | Halála | Házastársa       |

### Habsburg-ház, 1602–1603
| Képe | Címere | Neve | Apja | Születése | Házassága | Fejedelmi hitvessé válása | Fejedelmi hitvesi terminus vége | Halála | Házastársa |
| --- | --- | --- | --- | --- | --- | --- | --- | --- | ---------- |
| Báthory Zsigmond lemondása után I. Rudolf vette át Erdélyben újból az uralmat, és a nevében ismét Giorgio Basta generális uralkodott helytartóként. Rudolf nem nősült meg, uralkodása alatt nem volt fejedelemné 1602 – 1603 | Báthory Zsigmond lemondása után I. Rudolf vette át Erdélyben újból az uralmat, és a nevében ismét Giorgio Basta generális uralkodott helytartóként. Rudolf nem nősült meg, uralkodása alatt nem volt fejedelemné 1602 – 1603 | Báthory Zsigmond lemondása után I. Rudolf vette át Erdélyben újból az uralmat, és a nevében ismét Giorgio Basta generális uralkodott helytartóként. Rudolf nem nősült meg, uralkodása alatt nem volt fejedelemné 1602 – 1603 | Báthory Zsigmond lemondása után I. Rudolf vette át Erdélyben újból az uralmat, és a nevében ismét Giorgio Basta generális uralkodott helytartóként. Rudolf nem nősült meg, uralkodása alatt nem volt fejedelemné 1602 – 1603 | Báthory Zsigmond lemondása után I. Rudolf vette át Erdélyben újból az uralmat, és a nevében ismét Giorgio Basta generális uralkodott helytartóként. Rudolf nem nősült meg, uralkodása alatt nem volt fejedelemné 1602 – 1603 | Báthory Zsigmond lemondása után I. Rudolf vette át Erdélyben újból az uralmat, és a nevében ismét Giorgio Basta generális uralkodott helytartóként. Rudolf nem nősült meg, uralkodása alatt nem volt fejedelemné 1602 – 1603 | Báthory Zsigmond lemondása után I. Rudolf vette át Erdélyben újból az uralmat, és a nevében ismét Giorgio Basta generális uralkodott helytartóként. Rudolf nem nősült meg, uralkodása alatt nem volt fejedelemné 1602 – 1603 | Báthory Zsigmond lemondása után I. Rudolf vette át Erdélyben újból az uralmat, és a nevében ismét Giorgio Basta generális uralkodott helytartóként. Rudolf nem nősült meg, uralkodása alatt nem volt fejedelemné 1602 – 1603 | Báthory Zsigmond lemondása után I. Rudolf vette át Erdélyben újból az uralmat, és a nevében ismét Giorgio Basta generális uralkodott helytartóként. Rudolf nem nősült meg, uralkodása alatt nem volt fejedelemné 1602 – 1603 | I. Rudolf  |
| Képe | Címere | Neve | Apja | Születése | Házassága | Fejedelmi hitvessé válása | Fejedelmi hitvesi terminus vége | Halála | Házastársa |

### Székely-ház, 1603–1603
| Képe | Címere | Neve                    | Apja                          | Születése | Házassága  | Fejedelmi hitvessé válása                      | Fejedelmi hitvesi terminus vége | Halála                | Házastársa    |
| ---- | ------ | ----------------------- | ----------------------------- | --------- | ---------- | ---------------------------------------------- | ------------------------------- | --------------------- | ------------- |
| –    |        | Kornis Anna fejedelemné | Kornis Farkas (Kornis család) | ?         | 1585 körül | 1603. április 15. férje fejedelemmé választása | 1603. július 17. férje halála   | 1603. július 17. után | Székely Mózes |
| Képe | Címere | Neve                    | Apja                          | Születése | Házassága  | Fejedelmi hitvessé válása                      | Fejedelmi hitvesi terminus vége | Halála                | Házastársa    |

### Bocskai-ház, 1605–1606
| Képe | Címere | Neve | Apja | Születése | Házassága | Fejedelmi hitvessé válása                                                                                              | Fejedelmi hitvesi terminus vége                                                                                        | Halála | Házastársa     |
| --- | --- | --- | --- | --- | --- | --- | --- | --- | -------------- |
| Felesége halála után nem nősült meg újra, uralkodása alatt nem volt fejedelemné 1605. február 21. – 1606. december 29. | Felesége halála után nem nősült meg újra, uralkodása alatt nem volt fejedelemné 1605. február 21. – 1606. december 29. | Felesége halála után nem nősült meg újra, uralkodása alatt nem volt fejedelemné 1605. február 21. – 1606. december 29. | Felesége halála után nem nősült meg újra, uralkodása alatt nem volt fejedelemné 1605. február 21. – 1606. december 29. | Felesége halála után nem nősült meg újra, uralkodása alatt nem volt fejedelemné 1605. február 21. – 1606. december 29. | Felesége halála után nem nősült meg újra, uralkodása alatt nem volt fejedelemné 1605. február 21. – 1606. december 29. | Felesége halála után nem nősült meg újra, uralkodása alatt nem volt fejedelemné 1605. február 21. – 1606. december 29. | Felesége halála után nem nősült meg újra, uralkodása alatt nem volt fejedelemné 1605. február 21. – 1606. december 29. | Felesége halála után nem nősült meg újra, uralkodása alatt nem volt fejedelemné 1605. február 21. – 1606. december 29. | Bocskai István |
| Képe | Címere | Neve | Apja | Születése | Házassága | Fejedelmi hitvessé válása (koronázása)                                                                                 | Fejedelmi hitvesi terminus vége                                                                                        | Halála | Házastársa     |

### Rákóczi-ház, 1607–1608
| Képe | Címere | Neve             | Apja                              | Születése | Házassága | Fejedelmi hitvessé válása                      | Fejedelmi hitvesi terminus vége  | Halála            | Házastársa       |
| ---- | ------ | ---------------- | --------------------------------- | --------- | --------- | ---------------------------------------------- | -------------------------------- | ----------------- | ---------------- |
| –    |        | Thelegdy Borbála | Thelegdy Mihály (Thelegdy család) | ?         | 1596      | 1607. február 11. férje fejedelemmé választása | 1608. március 5. férje lemondása | 1616. március 31. | Rákóczi Zsigmond |
| Képe | Címere | Neve             | Apja                              | Születése | Házassága | Fejedelmi hitvessé válása                      | Fejedelmi hitvesi terminus vége  | Halála            | Házastársa       |

### Báthory-ház, 1608–1613
| Képe | Címere | Neve         | Apja                                    | Születése  | Házassága | Fejedelmi hitvessé válása           | Fejedelmi hitvesi terminus vége      | Halála     | Házastársa    |
| ---- | ------ | ------------ | --------------------------------------- | ---------- | --------- | ----------------------------------- | ------------------------------------ | ---------- | ------------- |
| –    |        | Horváth Anna | Horváth János (Palocsai Horváth család) | 1590 körül | 1607      | 1608. március 7. férje trónra lépte | 1613. október 22. férje trónfosztása | 1628 körül | Báthory Gábor |
| Képe | Címere | Neve         | Apja                                    | Születése  | Házassága | Fejedelmi hitvessé válása           | Fejedelmi hitvesi terminus vége      | Halála     | Házastársa    |

### Bethlen-ház, 1613–1630
| Képe | Címere | Neve | Apja | Születése | Házassága | Fejedelmi hitvessé válása | Fejedelmi hitvesi terminus vége | Halála | Házastársa           |
| --- | --- | --- | --- | --- | --- | --- | --- | --- | -------------------- |
| – | | Károlyi Zsuzsanna fejedelemné | Károlyi László (Károlyi család) | 1585 | 1605. augusztus, Szatmár | 1613. október 23. férje fejedelemmé választása | 1622. május 13. | 1622. május 13. | Bethlen Gábor        |
| | | Brandenburgi Katalin fejedelemné | János Zsigmond brandenburgi választófejedelem (Hohenzollern-ház) | 1604. május 28. | 1626. március 1., Kassa | 1626. március 1., Kassa | 1629. november 25. férje halála | 1649. augusztus 27. | Bethlen Gábor        |
| Bethlen Gábor halála után második felesége foglalta el Erdély trónját, aki fejedelemnő volt és nem fejedelemné, így Erdélynek ebben az időben nem volt házastársi szerepű fejedelemasszonya 1629–1630 | Bethlen Gábor halála után második felesége foglalta el Erdély trónját, aki fejedelemnő volt és nem fejedelemné, így Erdélynek ebben az időben nem volt házastársi szerepű fejedelemasszonya 1629–1630 | Bethlen Gábor halála után második felesége foglalta el Erdély trónját, aki fejedelemnő volt és nem fejedelemné, így Erdélynek ebben az időben nem volt házastársi szerepű fejedelemasszonya 1629–1630 | Bethlen Gábor halála után második felesége foglalta el Erdély trónját, aki fejedelemnő volt és nem fejedelemné, így Erdélynek ebben az időben nem volt házastársi szerepű fejedelemasszonya 1629–1630 | Bethlen Gábor halála után második felesége foglalta el Erdély trónját, aki fejedelemnő volt és nem fejedelemné, így Erdélynek ebben az időben nem volt házastársi szerepű fejedelemasszonya 1629–1630 | Bethlen Gábor halála után második felesége foglalta el Erdély trónját, aki fejedelemnő volt és nem fejedelemné, így Erdélynek ebben az időben nem volt házastársi szerepű fejedelemasszonya 1629–1630 | Bethlen Gábor halála után második felesége foglalta el Erdély trónját, aki fejedelemnő volt és nem fejedelemné, így Erdélynek ebben az időben nem volt házastársi szerepű fejedelemasszonya 1629–1630 | Bethlen Gábor halála után második felesége foglalta el Erdély trónját, aki fejedelemnő volt és nem fejedelemné, így Erdélynek ebben az időben nem volt házastársi szerepű fejedelemasszonya 1629–1630 | Bethlen Gábor halála után második felesége foglalta el Erdély trónját, aki fejedelemnő volt és nem fejedelemné, így Erdélynek ebben az időben nem volt házastársi szerepű fejedelemasszonya 1629–1630 | Brandenburgi Katalin |
| – | | Károlyi Katalin fejedelemné | Károlyi László (Károlyi család) | 1588 | 1623 | 1630. szeptember 28. férje fejedelemmé választása | 1630. november 26. férje trónfosztása | 1635 | Bethlen István       |
| Képe | Címere | Neve | Apja | Születése | Házassága | Fejedelmi hitvessé válása | Fejedelmi hitvesi terminus vége | Halála | Házastársa           |

### Rákóczi-ház, 1630–1657
| Képe | Címere | Neve | Apja | Születése | Házassága | Fejedelmi hitvessé válása | Fejedelmi hitvesi terminus vége | Halála | Házastársa         |
| --- | --- | --- | --- | --- | --- | --- | --- | --- | ------------------ |
| | | Lorántffy Zsuzsanna fejedelemné | Lorántffy Mihály (Lorántffy család) | 1600 körül | 1616. április 18., Sárospatak | 1630. december 1. férje trónra lépte | 1648. október 11. férje halála | 1660. április 18. | I. Rákóczi György  |
| | | Báthory Zsófia fejedelemné | Báthory András (Báthori-család) | 1629 | 1643. február 3., Gyulafehérvár | 1648. október 11. férje trónra lépése | 1657. október 25. férje trónfosztása | 1680. július 14. | II. Rákóczi György |
| I. Rákóczi Ferencet 1652. február 24-én apja mellett fejedelemmé választották, de ekkor még nőtlen volt, így ebben az időben nem volt ifjabb fejedelemasszonya Erdélynek 1652–1657 | I. Rákóczi Ferencet 1652. február 24-én apja mellett fejedelemmé választották, de ekkor még nőtlen volt, így ebben az időben nem volt ifjabb fejedelemasszonya Erdélynek 1652–1657 | I. Rákóczi Ferencet 1652. február 24-én apja mellett fejedelemmé választották, de ekkor még nőtlen volt, így ebben az időben nem volt ifjabb fejedelemasszonya Erdélynek 1652–1657 | I. Rákóczi Ferencet 1652. február 24-én apja mellett fejedelemmé választották, de ekkor még nőtlen volt, így ebben az időben nem volt ifjabb fejedelemasszonya Erdélynek 1652–1657 | I. Rákóczi Ferencet 1652. február 24-én apja mellett fejedelemmé választották, de ekkor még nőtlen volt, így ebben az időben nem volt ifjabb fejedelemasszonya Erdélynek 1652–1657 | I. Rákóczi Ferencet 1652. február 24-én apja mellett fejedelemmé választották, de ekkor még nőtlen volt, így ebben az időben nem volt ifjabb fejedelemasszonya Erdélynek 1652–1657 | I. Rákóczi Ferencet 1652. február 24-én apja mellett fejedelemmé választották, de ekkor még nőtlen volt, így ebben az időben nem volt ifjabb fejedelemasszonya Erdélynek 1652–1657 | I. Rákóczi Ferencet 1652. február 24-én apja mellett fejedelemmé választották, de ekkor még nőtlen volt, így ebben az időben nem volt ifjabb fejedelemasszonya Erdélynek 1652–1657 | I. Rákóczi Ferencet 1652. február 24-én apja mellett fejedelemmé választották, de ekkor még nőtlen volt, így ebben az időben nem volt ifjabb fejedelemasszonya Erdélynek 1652–1657 | I. Rákóczi Ferenc  |
| Képe | Címere | Neve | Apja | Születése | Házassága | Fejedelmi hitvessé válása | Fejedelmi hitvesi terminus vége | Halála | Házastársa         |

### Rhédey-ház, 1657–1658
| Képe | Címere | Neve                         | Apja                                              | Születése  | Házassága | Fejedelmi hitvessé válása                      | Fejedelmi hitvesi terminus vége    | Halála | Házastársa    |
| ---- | ------ | ---------------------------- | ------------------------------------------------- | ---------- | --------- | ---------------------------------------------- | ---------------------------------- | ------ | ------------- |
| –    |        | Bethlen Druzsina fejedelemné | Bethlen István erdélyi fejedelem (Bethlen család) | 1614 körül | 1635      | 1657. november 2. férje fejedelemmé választása | 1658. január 9. férje trónfosztása | ?      | Rhédey Ferenc |
| Képe | Címere | Neve                         | Apja                                              | Születése  | Házassága | Fejedelmi hitvessé válása                      | Fejedelmi hitvesi terminus vége    | Halála | Házastársa    |

### Rákóczi-ház, 1658–1659
| Képe | Címere | Neve                            | Apja                            | Születése | Házassága                       | Fejedelmi hitvessé válása            | Fejedelmi hitvesi terminus vége             | Halála           | Házastársa         |
| ---- | ------ | ------------------------------- | ------------------------------- | --------- | ------------------------------- | ------------------------------------ | ------------------------------------------- | ---------------- | ------------------ |
|      |        | Báthory Zsófia fejedelemné újra | Báthory András (Báthori-család) | 1629      | 1643. február 3., Gyulafehérvár | 1658. január 14. férje restaurációja | 1659. március 30. férje újbóli trónfosztása | 1680. július 14. | II. Rákóczi György |
| Képe | Címere | Neve                            | Apja                            | Születése | Házassága                       | Fejedelmi hitvessé válása            | Fejedelmi hitvesi terminus vége             | Halála           | Házastársa         |

### Barcsay-ház, 1658–1660
| Képe | Címere | Neve                           | Apja                               | Születése  | Házassága  | Fejedelmi hitvessé válása                     | Fejedelmi hitvesi terminus vége    | Halála     | Házastársa   |
| ---- | ------ | ------------------------------ | ---------------------------------- | ---------- | ---------- | --------------------------------------------- | ---------------------------------- | ---------- | ------------ |
| –    |        | Szalánczy Erzsébet fejedelemné | Szalánczy János (Szalánczy család) | ?          | 1655 előtt | 1658. október 7. férje fejedelemmé választása | 1659/60                            | 1659/60    | Barcsay Ákos |
| –    |        | Bánffy Izabella fejedelemné    | Bánffy Zsigmond (Bánffy család)    | 1640 körül | 1660       | 1660                                          | 1660. december 31. férje lemondása | 1680 körül | Barcsay Ákos |
| Képe | Címere | Neve                           | Apja                               | Születése  | Házassága  | Fejedelmi hitvessé válása                     | Fejedelmi hitvesi terminus vége    | Halála     | Házastársa   |

### Rákóczi-ház, 1659–1660
| Képe | Címere | Neve                            | Apja                            | Születése | Házassága                       | Fejedelmi hitvessé válása                       | Fejedelmi hitvesi terminus vége | Halála           | Házastársa         |
| ---- | ------ | ------------------------------- | ------------------------------- | --------- | ------------------------------- | ----------------------------------------------- | ------------------------------- | ---------------- | ------------------ |
|      |        | Báthory Zsófia fejedelemné újra | Báthory András (Báthori-család) | 1629      | 1643. február 3., Gyulafehérvár | 1659. szeptember 24. férje újbóli restaurációja | 1660. június 7. férje halála    | 1680. július 14. | II. Rákóczi György |
| Képe | Címere | Neve                            | Apja                            | Születése | Házassága                       | Fejedelmi hitvessé válása                       | Fejedelmi hitvesi terminus vége | Halála           | Házastársa         |

### Kemény-ház, 1661–1662
| Képe | Címere | Neve                    | Apja                            | Születése | Házassága            | Fejedelmi hitvessé válása                    | Fejedelmi hitvesi terminus vége | Halála    | Házastársa   |
| ---- | ------ | ----------------------- | ------------------------------- | --------- | -------------------- | -------------------------------------------- | ------------------------------- | --------- | ------------ |
| –    |        | Lónyay Anna fejedelemné | Lónyay Zsigmond (Lónyay család) | ?         | 1659, Aranyosmeggyes | 1661. január 1. férje fejedelemmé választása | 1662. január 23. férje halála   | 1687/1693 | Kemény János |
| Képe | Címere | Neve                    | Apja                            | Születése | Házassága            | Fejedelmi hitvessé válása                    | Fejedelmi hitvesi terminus vége | Halála    | Házastársa   |

### Apafi-ház, 1661–1690
| Képe | Címere | Neve | Apja | Születése | Házassága | Fejedelmi hitvessé válása | Fejedelmi hitvesi terminus vége | Halála | Házastársa       |
| --- | --- | --- | --- | --- | --- | --- | --- | --- | ---------------- |
| – | | Bornemisza Anna fejedelemné | Bornemisza Pál (Bornemisza család) | 1630 körül | 1653. június 10. | 1661. szeptember 14. férje fejedelemmé választása | 1688. augusztus 5. | 1688. augusztus 5. | I. Apafi Mihály  |
| II. Apafi Mihályt 1681. június 10.-én apja mellett fejedelemmé választották, de ekkor még nőtlen volt, így ebben az időben nem volt ifjabb fejedelemasszonya Erdélynek 1681–1690 | II. Apafi Mihályt 1681. június 10.-én apja mellett fejedelemmé választották, de ekkor még nőtlen volt, így ebben az időben nem volt ifjabb fejedelemasszonya Erdélynek 1681–1690 | II. Apafi Mihályt 1681. június 10.-én apja mellett fejedelemmé választották, de ekkor még nőtlen volt, így ebben az időben nem volt ifjabb fejedelemasszonya Erdélynek 1681–1690 | II. Apafi Mihályt 1681. június 10.-én apja mellett fejedelemmé választották, de ekkor még nőtlen volt, így ebben az időben nem volt ifjabb fejedelemasszonya Erdélynek 1681–1690 | II. Apafi Mihályt 1681. június 10.-én apja mellett fejedelemmé választották, de ekkor még nőtlen volt, így ebben az időben nem volt ifjabb fejedelemasszonya Erdélynek 1681–1690 | II. Apafi Mihályt 1681. június 10.-én apja mellett fejedelemmé választották, de ekkor még nőtlen volt, így ebben az időben nem volt ifjabb fejedelemasszonya Erdélynek 1681–1690 | II. Apafi Mihályt 1681. június 10.-én apja mellett fejedelemmé választották, de ekkor még nőtlen volt, így ebben az időben nem volt ifjabb fejedelemasszonya Erdélynek 1681–1690 | II. Apafi Mihályt 1681. június 10.-én apja mellett fejedelemmé választották, de ekkor még nőtlen volt, így ebben az időben nem volt ifjabb fejedelemasszonya Erdélynek 1681–1690 | II. Apafi Mihályt 1681. június 10.-én apja mellett fejedelemmé választották, de ekkor még nőtlen volt, így ebben az időben nem volt ifjabb fejedelemasszonya Erdélynek 1681–1690 | II. Apafi Mihály |
| Képe | Címere | Neve | Apja | Születése | Házassága | Fejedelmi hitvessé válása | Fejedelmi hitvesi terminus vége | Halála | Házastársa       |

### Thököly-ház, 1690–1690
| Képe | Címere | Neve                     | Apja                         | Születése | Házassága | Fejedelmi hitvessé válása                         | Fejedelmi hitvesi terminus vége      | Halála            | Házastársa   |
| ---- | ------ | ------------------------ | ---------------------------- | --------- | --------- | ------------------------------------------------- | ------------------------------------ | ----------------- | ------------ |
|      |        | Zrínyi Ilona fejedelemné | Zrínyi Péter (Zrínyi család) | 1643/1652 | 1682      | 1690. szeptember 22. férje fejedelemmé választása | 1690. október 25. férje trónfosztása | 1703. február 18. | Thököly Imre |
| Képe | Címere | Neve                     | Apja                         | Születése | Házassága | Fejedelmi hitvessé válása                         | Fejedelmi hitvesi terminus vége      | Halála            | Házastársa   |

### Apafi-ház, 1690–1701
| Képe | Címere | Neve                     | Apja                             | Születése | Házassága               | Fejedelmi hitvessé válása | Fejedelmi hitvesi terminus vége | Halála          | Házastársa       |
| ---- | ------ | ------------------------ | -------------------------------- | --------- | ----------------------- | ------------------------- | ------------------------------- | --------------- | ---------------- |
| –    |        | Bethlen Kata fejedelemné | Bethlen Gergely (Bethlen család) | ?         | 1694. június 30., Bodon | 1694. június 30., Bodon   | 1701 férje lemondása            | 1725. január 4. | II. Apafi Mihály |
| Képe | Címere | Neve                     | Apja                             | Születése | Házassága               | Fejedelmi hitvessé válása | Fejedelmi hitvesi terminus vége | Halála          | Házastársa       |

### Habsburg-ház, 1699–1704
| Képe | Címere | Neve                                         | Apja                                                    | Születése       | Házassága                  | Fejedelmi hitvessé válása | Fejedelmi hitvesi terminus vége    | Halála           | Házastársa |
| ---- | ------ | -------------------------------------------- | ------------------------------------------------------- | --------------- | -------------------------- | ------------------------- | ---------------------------------- | ---------------- | ---------- |
|      |        | Pfalz–Neuburgi Eleonóra Magdolna fejedelemné | Fülöp Vilmos pfalzi választófejedelem (Wittelsbach-ház) | 1655. január 6. | 1676. december 14., Passau | 1699. férje trónra lépése | 1704. július 6. férje trónfosztása | 1720. január 19. | I. Lipót   |
| Képe | Címere | Neve                                         | Apja                                                    | Születése       | Házassága                  | Fejedelmi hitvessé válása | Fejedelmi hitvesi terminus vége    | Halála           | Házastársa |

### Rákóczi-ház, 1704–1711
| Képe | Címere | Neve                                        | Apja                                          | Születése        | Házassága                  | Fejedelmi hitvessé válása                                    | Fejedelmi hitvesi terminus vége   | Halála           | Házastársa         |
| ---- | ------ | ------------------------------------------- | --------------------------------------------- | ---------------- | -------------------------- | ------------------------------------------------------------ | --------------------------------- | ---------------- | ------------------ |
|      |        | Hessen–Wanfriedi Sarolta Amália fejedelemné | Károly hessen–wanfriedi őrgróf (Brabanti-ház) | 1679. március 8. | 1694. szeptember 26., Köln | 1704. július 6., Gyulafehérvár férjét fejedelemmé választják | 1711. május 1. férje trónfosztása | 1722. február 8. | II. Rákóczi Ferenc |
| Képe | Címere | Neve                                        | Apja                                          | Születése        | Házassága                  | Fejedelmi hitvessé válása                                    | Fejedelmi hitvesi terminus vége   | Halála           | Házastársa         |

### Habsburg-ház, 1711–1740
| Képe | Címere | Neve                               | Apja                                                         | Születése           | Házassága                     | Fejedelmi hitvessé válása | Fejedelmi hitvesi terminus vége | Halála             | Házastársa  |
| ---- | ------ | ---------------------------------- | ------------------------------------------------------------ | ------------------- | ----------------------------- | --- | ------------------------------- | ------------------ | ----------- |
|      |        | Braunschweigi Erzsébet fejedelemné | Lajos Rudolf braunschweig–wolfenbütteli fejedelem (Welf-ház) | 1691. augusztus 28. | 1708. augusztus 1., Barcelona | 1711. május 1. Férje a Szatmári béke hatályba lépésével és a Rákóczi-szabadságharc bukása miatt, valamint a bátyjának, I. Józsefnek fiú örökös nélküli halála után foglalja el a fejedelmi tisztséget. | 1740. október 20. férje halála  | 1750. december 21. | III. Károly |
| Képe | Címere | Neve                               | Apja                                                         | Születése           | Házassága                     | Fejedelmi hitvessé válása | Fejedelmi hitvesi terminus vége | Halála             | Házastársa  |

### Habsburg–Lotaringiai-ház, 1740–1848
| Képe | Címere | Neve                                                      | Apja                                                                            | Születése            | Házassága                     | Fejedelmi hitvessé válása | Fejedelmi hitvesi terminus vége   | Halála              | Házastársa    |
| ---- | ------ | --------------------------------------------------------- | ------------------------------------------------------------------------------- | -------------------- | ----------------------------- | --- | --------------------------------- | ------------------- | ------------- |
|      |        | Lotaringiai Ferenc István iure uxoris fejedelem           | I. Lipót lotaringiai herceg (Vaudémont-ház)                                     | 1708. december 8.    | 1736. február 12., Bécs       | 1740. október 20. felesége trónra lépte, aki Ferenc Istvánt társuralkodóvá nyilvánítja az országaiban és a tartományaiban | 1765. augusztus 18.               | 1765. augusztus 18. | Mária Terézia |
|      |        | Wittelsbach Mária Jozefa fejedelemné majd nagyfejedelemné | VII. Károly német-római császár (Wittelsbach-ház)                               | 1739. március 30.    | 1765. január 23., Bécs        | 1765. augusztus 18. Mária Terézia a férje, Lotaringiai Ferenc István halála után társuralkodóvá nevezi ki a fiát az országaiban és tartományaiban, aki így ifjabb fejedelem lesz Erdélyben is. 1765. november 2. Miután Erdélyt anyósa, Mária Terézia nagyfejedelemséggé nyilvánítja, így elnyeri a nagyfejedelem-asszony címet. | 1767. május 28.                   | 1767. május 28.     | II. József    |
|      |        | Bourbon Mária Ludovika nagyfejedelemné                    | III. Károly spanyol király (Bourbon-ház)                                        | 1745. november 24.   | 1765. augusztus 5., Innsbruck | 1790. február 20. férje trónra lépése | 1792. március 1. férje halála     | 1792. május 15.     | II. Lipót     |
|      |        | Bourbon–Szicíliai Mária Terézia nagyfejedelemné           | I. Ferdinánd nápoly–szicíliai király (Bourbon-ház)                              | 1772. június 6.      | 1790. augusztus 19., Bécs     | 1792. március 1. férje trónra lépése | 1807. április 13.                 | 1807. április 13.   | I. Ferenc     |
|      |        | Habsburg–Estei Mária Ludovika nagyfejedelemné             | Habsburg–Lotaringiai Ferdinánd Károly Antal főherceg (Habsburg–Lotaringiai-ház) | 1787. december 14.   | 1808. január 6., Bécs         | 1808. január 6., Bécs | 1816. április 7.                  | 1816. április 7.    | I. Ferenc     |
|      |        | Wittelsbach Karolina Auguszta nagyfejedelemné             | I. Miksa bajor király (Wittelsbach-ház)                                         | 1792. február 8.     | 1816. november 10., Bécs      | 1816. november 10., Bécs | 1835. március 2. férje halála     | 1873. február 9.    | I. Ferenc     |
|      |        | Savoyai Mária Anna Pia nagyfejedelemné                    | I. Viktor Emánuel szárd–piemonti király (Savoyai-ház)                           | 1803. szeptember 19. | 1831. február 27., Bécs       | 1835. március 2. férje trónra lépése | 1848. december 2. férje lemondása | 1884. május 4.      | V. Ferdinánd  |
| Képe | Címere | Neve                                                      | Apja                                                                            | Születése            | Házassága                     | Fejedelmi hitvessé válása | Fejedelmi hitvesi terminus vége   | Halála              | Házastársa    |

### Erdély és Magyarország uniója, 1848–1849
| Képe | Címere | Neve | Apja | Születése | Házassága | Fejedelmi hitvessé válása | Fejedelmi hitvesi terminus vége | Halála | Házastársa                        |
| --- | --- | --- | --- | --- | --- | --- | --- | --- | --------------------------------- |
| Magyarország és Erdély egyesülése: 1848. június 10. – 1849. szeptember: Az áprilisi törvények 7. törvénycikke és az 1848. május 30-án a kolozsvári tartományi gyűlés által hozott törvény 1. cikkelye kimondta Magyarország és Erdély unióját, amit V. Ferdinánd 1848. június 10-én szentesített. Az 1848–49-es forradalom és szabadságharc leveréséig megszűnt az erdélyi nagyfejedelmi cím. | Magyarország és Erdély egyesülése: 1848. június 10. – 1849. szeptember: Az áprilisi törvények 7. törvénycikke és az 1848. május 30-án a kolozsvári tartományi gyűlés által hozott törvény 1. cikkelye kimondta Magyarország és Erdély unióját, amit V. Ferdinánd 1848. június 10-én szentesített. Az 1848–49-es forradalom és szabadságharc leveréséig megszűnt az erdélyi nagyfejedelmi cím. | Magyarország és Erdély egyesülése: 1848. június 10. – 1849. szeptember: Az áprilisi törvények 7. törvénycikke és az 1848. május 30-án a kolozsvári tartományi gyűlés által hozott törvény 1. cikkelye kimondta Magyarország és Erdély unióját, amit V. Ferdinánd 1848. június 10-én szentesített. Az 1848–49-es forradalom és szabadságharc leveréséig megszűnt az erdélyi nagyfejedelmi cím. | Magyarország és Erdély egyesülése: 1848. június 10. – 1849. szeptember: Az áprilisi törvények 7. törvénycikke és az 1848. május 30-án a kolozsvári tartományi gyűlés által hozott törvény 1. cikkelye kimondta Magyarország és Erdély unióját, amit V. Ferdinánd 1848. június 10-én szentesített. Az 1848–49-es forradalom és szabadságharc leveréséig megszűnt az erdélyi nagyfejedelmi cím. | Magyarország és Erdély egyesülése: 1848. június 10. – 1849. szeptember: Az áprilisi törvények 7. törvénycikke és az 1848. május 30-án a kolozsvári tartományi gyűlés által hozott törvény 1. cikkelye kimondta Magyarország és Erdély unióját, amit V. Ferdinánd 1848. június 10-én szentesített. Az 1848–49-es forradalom és szabadságharc leveréséig megszűnt az erdélyi nagyfejedelmi cím. | Magyarország és Erdély egyesülése: 1848. június 10. – 1849. szeptember: Az áprilisi törvények 7. törvénycikke és az 1848. május 30-án a kolozsvári tartományi gyűlés által hozott törvény 1. cikkelye kimondta Magyarország és Erdély unióját, amit V. Ferdinánd 1848. június 10-én szentesített. Az 1848–49-es forradalom és szabadságharc leveréséig megszűnt az erdélyi nagyfejedelmi cím. | Magyarország és Erdély egyesülése: 1848. június 10. – 1849. szeptember: Az áprilisi törvények 7. törvénycikke és az 1848. május 30-án a kolozsvári tartományi gyűlés által hozott törvény 1. cikkelye kimondta Magyarország és Erdély unióját, amit V. Ferdinánd 1848. június 10-én szentesített. Az 1848–49-es forradalom és szabadságharc leveréséig megszűnt az erdélyi nagyfejedelmi cím. | Magyarország és Erdély egyesülése: 1848. június 10. – 1849. szeptember: Az áprilisi törvények 7. törvénycikke és az 1848. május 30-án a kolozsvári tartományi gyűlés által hozott törvény 1. cikkelye kimondta Magyarország és Erdély unióját, amit V. Ferdinánd 1848. június 10-én szentesített. Az 1848–49-es forradalom és szabadságharc leveréséig megszűnt az erdélyi nagyfejedelmi cím. | Magyarország és Erdély egyesülése: 1848. június 10. – 1849. szeptember: Az áprilisi törvények 7. törvénycikke és az 1848. május 30-án a kolozsvári tartományi gyűlés által hozott törvény 1. cikkelye kimondta Magyarország és Erdély unióját, amit V. Ferdinánd 1848. június 10-én szentesített. Az 1848–49-es forradalom és szabadságharc leveréséig megszűnt az erdélyi nagyfejedelmi cím. | Magyarország és Erdély egyesülése |
| Képe | Címere | Neve | Apja | Születése | Házassága | Fejedelmi hitvessé válása | Fejedelmi hitvesi terminus vége | Halála | Házastársa                        |

### Habsburg–Lotaringiai-ház, 1849–1868
| Képe | Címere | Neve                                 | Apja                                        | Születése          | Házassága               | Uralkodói hitvessé válása | Uralkodói hitvesi terminus vége                                                                                | Halála               | Házastársa       |
| ---- | ------ | ------------------------------------ | ------------------------------------------- | ------------------ | ----------------------- | ------------------------- | --- | -------------------- | ---------------- |
|      |        | Wittelsbach Erzsébet nagyfejedelemné | Miksa József bajor herceg (Wittelsbach-ház) | 1837. december 24. | 1854. április 24., Bécs | 1854. április 24., Bécs   | 1868. december 6., A kiegyezés révén I. Ferenc József szentesítette Magyarország és Erdély újbóli egyesítését. | 1898. szeptember 10. | I. Ferenc József |
| Képe | Címere | Neve                                 | Apja                                        | Születése          | Házassága               | Fejedelmi hitvessé válása | Fejedelmi hitvesi terminus vége                                                                                | Halála               | Házastársa       |

### Erdély és Magyarország uniója, 1868–1918
| Képe | Címere | Neve | Apja | Születése | Házassága | Fejedelmi hitvessé válása | Fejedelmi hitvesi terminus vége | Halála | Házastársa                        |
| --- | --- | --- | --- | --- | --- | --- | --- | --- | --------------------------------- |
| Magyarország és Erdély egyesülése: 1868. december 6. – 1918. december 1.: A kiegyezés révén I. Ferenc József szentesítette Magyarország és Erdély újbóli egyesítését. Végleg megszűnt az erdélyi (nagy)fejedelmi cím. | Magyarország és Erdély egyesülése: 1868. december 6. – 1918. december 1.: A kiegyezés révén I. Ferenc József szentesítette Magyarország és Erdély újbóli egyesítését. Végleg megszűnt az erdélyi (nagy)fejedelmi cím. | Magyarország és Erdély egyesülése: 1868. december 6. – 1918. december 1.: A kiegyezés révén I. Ferenc József szentesítette Magyarország és Erdély újbóli egyesítését. Végleg megszűnt az erdélyi (nagy)fejedelmi cím. | Magyarország és Erdély egyesülése: 1868. december 6. – 1918. december 1.: A kiegyezés révén I. Ferenc József szentesítette Magyarország és Erdély újbóli egyesítését. Végleg megszűnt az erdélyi (nagy)fejedelmi cím. | Magyarország és Erdély egyesülése: 1868. december 6. – 1918. december 1.: A kiegyezés révén I. Ferenc József szentesítette Magyarország és Erdély újbóli egyesítését. Végleg megszűnt az erdélyi (nagy)fejedelmi cím. | Magyarország és Erdély egyesülése: 1868. december 6. – 1918. december 1.: A kiegyezés révén I. Ferenc József szentesítette Magyarország és Erdély újbóli egyesítését. Végleg megszűnt az erdélyi (nagy)fejedelmi cím. | Magyarország és Erdély egyesülése: 1868. december 6. – 1918. december 1.: A kiegyezés révén I. Ferenc József szentesítette Magyarország és Erdély újbóli egyesítését. Végleg megszűnt az erdélyi (nagy)fejedelmi cím. | Magyarország és Erdély egyesülése: 1868. december 6. – 1918. december 1.: A kiegyezés révén I. Ferenc József szentesítette Magyarország és Erdély újbóli egyesítését. Végleg megszűnt az erdélyi (nagy)fejedelmi cím. | Magyarország és Erdély egyesülése: 1868. december 6. – 1918. december 1.: A kiegyezés révén I. Ferenc József szentesítette Magyarország és Erdély újbóli egyesítését. Végleg megszűnt az erdélyi (nagy)fejedelmi cím. | Magyarország és Erdély egyesülése |
| Képe | Címere | Neve | Apja | Születése | Házassága | Fejedelmi hitvessé válása | Fejedelmi hitvesi terminus vége | Halála | Házastársa                        |